# Spiegelthaler Hoffnungsschacht
Der Spiegelthaler Hoffnungsschacht (auch Spiegelthaler Hoffnungs-Richtschacht oder Grube Spiegelthals Hoffnung) war hauptsächlich ein Hilfsschacht zum Auffahren des Tiefen Georg-Stollens und Erprobungsort der weltweit ersten Fahrkunst östlich von Wildemann im Oberharz.

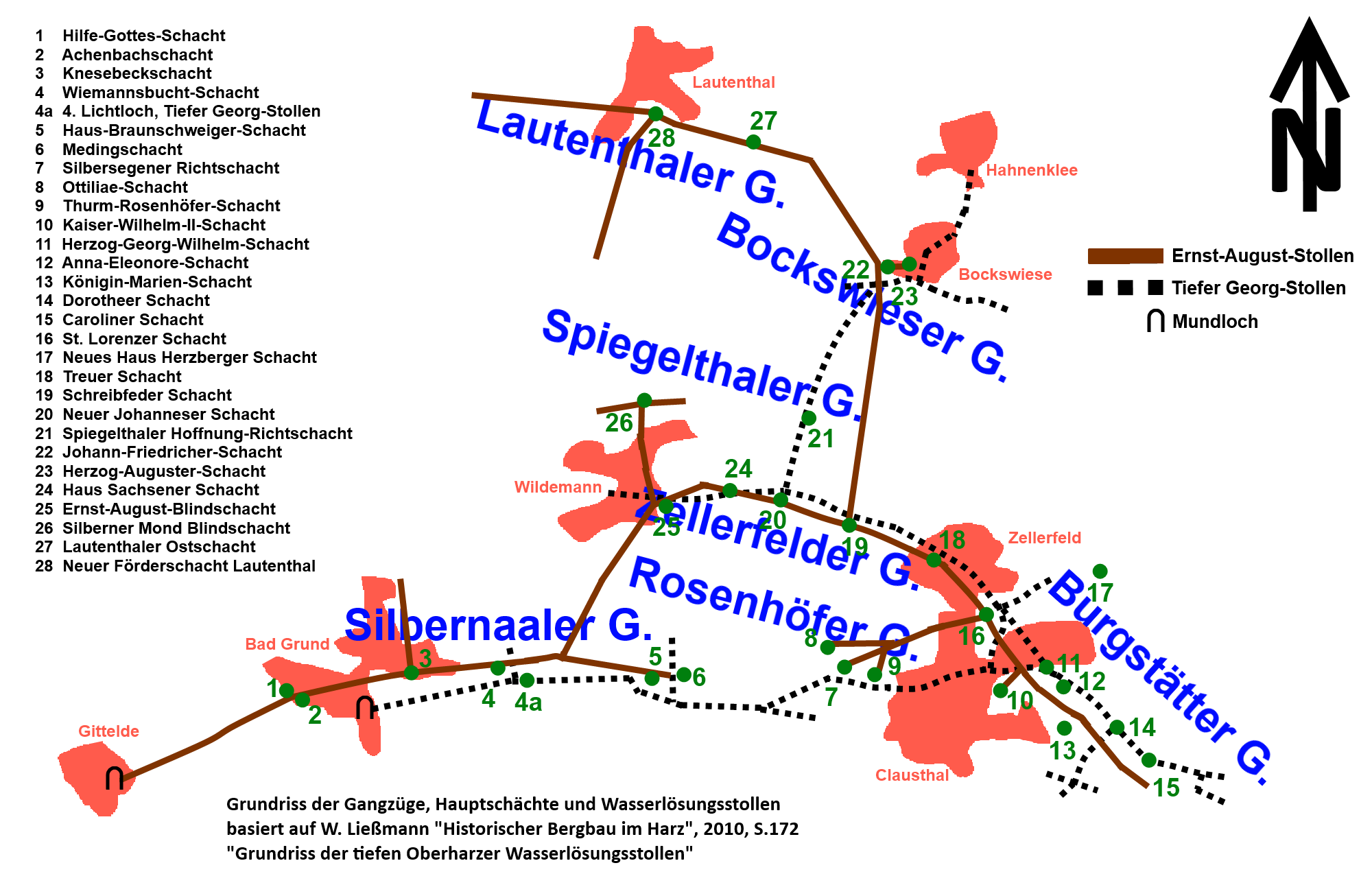
Grundriss mit der Lage des Spiegelthaler Hoffnungsschachtes (Nr. 21)

## Geschichte
Nach dem Höhepunkt der Bergbautätigkeiten auf dem Spiegeltaler Gangzug zwischen 1720 und 1740 kamen diese spätestens 1764 vollständig zum Erliegen. Der Himmlischer-Heerzug-Stollen, der den dortigen Gruben als Wasserlösungsstollen gedient hatte, erfüllte seine Aufgabe nur sehr ungenügend, da er in den Gruben nur wenig Teufe einbrachte.
Da die zunehmend tieferen Gruben um die Bergstädte Clausthal, Zellerfeld und Bad Grund ab der zweiten Hälfte des 18. Jahrhunderts neue Wege der Wasserhaltung erforderten, wurde von 1777 bis 1799 der Tiefe Georg-Stollen aufgefahren. Nach der Fertigstellung des Stollens wurde dieser ab 1800 mehrfach erweitert. Ab 1821 begann man vom Schacht der eingestellten Grube Prophet Samuel und von der Grube Herzog August und Johann Friedrich bei Bockswiese ein 30 Zoll über der Sohle des Tiefen Georg-Stollens liegendes Flügelort im Gegenortvortrieb von 2 Orten aus aufzufahren. Gleichzeitig sah man die Möglichkeit, den seit über 50 Jahren stillstehenden Bergbau im Verlauf dieses Flügelortes neu zu beleben. Zur Beschleunigung der Arbeiten und zur Bewetterung war bereits zwischen 1816 und 1817 der Spiegelthaler Hoffnungsschacht auf dem Feld der ehemaligen Grube Friedrich Wilhelm angesetzt und in den Folgejahren auf 96 Lachter (185 m) seiger abgeteuft worden.
Der Spiegelthaler Hoffnungsschacht ermöglichte den Vortrieb von zwei weiteren Orten, wodurch das Flügelort in zwei Strecken von 580 Lachter (1116 m, Prophet Samuel bis Spiegelthaler Hoffnungsschacht) bzw. 1038 Lachter (1997 m, Hoffnungsschacht bis Herzog August und Johann Friedrich bei Bockswiese) geteilt wurde. Außerdem konnte man den Spiegelthaler Gangzug nun in größerer Teufe untersuchen. Im ersten Quartal 1833 erfolgte der Durchschlag mit dem Tiefen Georg-Stollen in einer Teufe von knapp 94 Lachtern (181 m). Aufgrund der nun bestehenden Wasserlösung wurden zwei inwendige Radkünste überflüssig. Es wurde nur noch ein übertägiges Kunstrad mit zwei Kunstsätzen sowie zwei Harzer Wettersätzen betrieben. Ein Ort von 718 Lachter (1381 m) Länge konnte alleine durch diese beiden Wettersätze bewettert werden, was bis zu diesem Zeitpunkt nie erreicht worden war.
Mitte 1833 schlug Georg Ludwig Dörell vor, das von ihm zuvor beobachtete Konzept einer Fahrkunst erstmals umzusetzen. Diese Idee wurde im dritten Quartal 1833 vom Königlichen Bergamt für den inzwischen 100 Lachter tiefen Spiegelthaler Hoffnungsschacht genehmigt und unmittelbar danach umgesetzt. Nach einigen Umbaumaßnahmen nahm noch 1833 die weltweit erste Fahrkunst ihren Betrieb auf und erleichterte den zum großen Teil aus Wildemann stammenden Bergleuten besonders im Winter das Ein- und Ausfahren und somit das Erreichen des Tiefen Georg-Stollens in Richtung Bockswiese.
1834 wurden bereits sämtliche Versuchsarbeiten eingestellt, nachdem diese erfolglos geblieben waren. 1835 wurde das Flügelort nach Bockswiese fertiggestellt. Neben der Funktion als Lichtloch für das Flügelort des Tiefen Georg-Stollens war der Schacht kurzzeitig Hauptförderschacht für die Grube Regenbogen. Die geförderten Erze wurden über den Tiefen Georg-Stollen bis zum Spiegelthaler Hoffnungsschacht gefahren, dort zu Tage gefördert und mit Hunten zu den im Spiegelthal befindlichen Pochwerken gefahren.
Obwohl die Untersuchungen im Spiegelthaler Hoffnungsschacht erfolglos geblieben waren, erhoffte man sich durch den Ernst-August-Stollen in noch größerer Teufe erfolgreiche Exploration durchführen zu können. Noch vor 1850 wurde der Betrieb des Spiegelthaler Hoffnungsschachtes eingestellt, der seitdem nur noch passiv als Lichtloch für das Flügelort des Tiefen Georg-Stollens diente und nie verfüllt wurde. Erst Ende des 19. Jahrhunderts überfuhr man den Spiegelthaler Gangzug mit dem Ernst-August-Stollen erneut in einem östlicheren Verlauf und wieder erfolglos.

## Technische Beschreibung der ersten Fahrkunst
Nach dem Durchschlag mit dem Tiefen Georg-Stollen wurde das Kunstgestänge im Schacht zur Fahrkunst umfunktioniert. Da es die erste Kunst ihrer Art war, sollten bestehende Fahrten zwischen den Gestängen der Fahrkunst erhalten bleiben. Nicht nur nach einem Unfall oder bei Stillstand der Fahrkunst sollte so das Ein- und Ausfahren ermöglicht werden, sondern es war auch noch unklar, wie Bergleute mit der Benutzung zurechtkommen würden. Zuletzt sollten Quetschungen auf diese Weise verhindert werden.
Man rückte die miteinander verkuppelten zwei Kunstkreuze, die über dem Schacht hingen und mit dem übertägigen Kunstrad verbunden waren, soweit aneinander, dass die Stellen, an denen die Fahrkunstgestänge angehängt werden sollten, 28 Zoll (0,7 m) Entfernung zueinander hatten. Bei dem Kunstrad handelte es sich um ein Rad mit 30 Fuß (etwa 9 m) Durchmesser, 2 Fuß Lichte und 6 Fuß Breite. Weiterhin gab es ein Kehrrad mit 28 Fuß Durchmesser und 2 Fuß Lichte. Das Kehrrad wurde über den vom Striegel des Oberen Spiegelthaler Teichs bis zum Rad 953 Lachter (1,8 km) langen Ernst-August-Graben beaufschlagt. Das Abfallwasser dieses Kehrrads wurde dem Kunstrad über ein 20 Lachter langes Grabenstück als Aufschlagwasser zugeführt und floss schließlich weiter ins Tal, wo es ein Aufbereitungsrad eines Pochwerks beaufschlagte.
Die an den Kunstkreuzen befestigten Gestänge bestanden aus 4 Lachter (7,7 m) langen, 6 Zoll (ca. 15 cm) breiten und 4 Zoll (ca. 10 cm) dicken Fichtenholzstücken. Jeweils zwei Stücke wurden durch Verzahnung verbunden und mit zwei eingelassenen Eisenschienen von je 20 Zoll (50 cm) Länge verstärkt. Die Eisenschienen wurden mit Bolzen fixiert.
Der Schacht selbst wurde durch Bretterbühnen in 22 Abschnitte aufgeteilt, die jeweils eine seigere Entfernung von 10 bis 15 Metern zueinander hatten und den Lauf der Gestänge sowie die Lage der Strecken berücksichtigten. Die Hubhöhe eines Kunstkreuzes betrug 28 Zoll (ca. 1,21 m), was auch dem Höhenabstand der an den Gestängen befestigten Tritten entsprach. Auf diese Weise war sichergestellt, dass am Ende eines Hubes immer alle Tritte an beiden Gestängen auf paralleler Höhe standen. Über den Tritten waren Griffe befestigt. Sowohl Tritte als auch Griffe wechselten im Bereich jeder Bretterbühne die Seite, sodass ein ein- oder ausfahrender Bergmann auf jeder Bretterbühne auf die andere Seite der Fahrkunst gehen musste. Pro Minute gab es 5 bis 7 Hübe.
Jeweils zwischen den Bühnen (auf der gegenüberliegenden Seite der Griffe und Tritte) waren Walzen aus Fichtenholz angebracht. Sie hatten eine Länge von 10 Zoll und 12 Zoll Durchmesser und sollten ein Schwanken des Gestänges im Schacht verhindern. Eisenschienen schützen die Gestänge in den Bereichen, wo diese an den Walzen entlangliefen. Als zusätzliche Sicherheitseinrichtung gab es fünf Fangbänke, wodurch beim Riss eines Gestänges ein Absturz in den Schacht verhindert werden bzw. dieser maximal die Hubhöhe von 48 Zoll betragen sollte.
Die Fahrkunst revolutionierte das Fahren, da sie den Bergleuten die langwierige Nutzung von Fahrten ersparte. So dauerte das Ausfahren mit der Fahrkunst 7 bis 10 Minuten (abhängig von der zur Verfügung stehenden Wasserkraft) statt einer halben Stunde. Dabei durften maximal zwanzig Personen gleichzeitig ein- oder ausfahren, um eine übermäßige Belastung der Gestänge zu vermeiden. In der Regel nutzten aber nur 8 Bergleute die Kunst zur gleichen Zeit.
Nachdem man 1835 endgültig vom Nutzen der Fahrkunst überzeugt war, baute man anschließend im Schacht Herzog Georg Wilhelm eine doppelt so lange Fahrkunst ein. 1836 fanden auf Veranlassung von Oberbergrat Julius Albert noch weitere Versuche zur Optimierung der Fahrkunst in beiden Schächten statt. Im Fall des Spiegelthaler Hoffnungsschachts wurden neun Eisendrähte miteinander verflochten, wodurch man ein Seil erhielt. Vier dieser Seile wurden zu einem 10 Lachter langen, 7 Zoll breiten und 6 Zoll starken Drahtgestänge zusammengefügt. Zwischen den Tritten wurden Verstrebungen vorgenommen, um die nötige Steifigkeit zu erreichen. 10 Lachter von diesem Drahtgestänge wogen 429 Pfund und kosteten 10 Reichstaler. Man bezweifelte allerdings, dass sich das Gewicht gleichmäßig auf alle vier tragenden Seile aufteilen würde.
Letztlich überwogen die Vorteile einer Fahrkunst und 1843 existierten bereits acht Fahrkünste im Harz.
Einzigartig blieb längere Zeit auch, dass die Fahrkunst im seigeren Spiegelthaler Hoffnungsschacht zum Ein- und Ausfahren genutzt wurde. Generell war die Fahrkunst nur zum Ausfahren konzipiert, da sie in den sonst tonnlägigen Schächten im Harz nicht zusammenhängend war. Beim Einfahren konnte es zu unkontrollierbar hoher Geschwindigkeit und einem unregelmäßigen Lauf kommen. Deshalb war das Einfahren mit der Fahrkunst im Harz lange verboten.

## Geförderte Erze
Über den Spiegelthaler Hoffnungsschacht wurden vornehmlich Siderit (Spateisenstein) zusammen mit Galenit (Bleiglanz), Quarz und Calcit (Kalkspat) gefördert. Seltener wurde Pyrit (Schwefelkies) und Chalkopyrit (Kupferkies) abgebaut.

## Kosten
Der Spiegelthaler Hoffnungsschacht war Mitte des 19. Jahrhunderts der zweitteuerste Versuchsbau des Königreich Hannovers und kostete von 1817 bis 1834 insgesamt 92.000 Reichstaler. Weiterhin war er mit Abstand der teuerste abgeschlossene beziehungsweise abgebrochene Versuchsbau.
Das Flügelort von der Grube Prophet Samuel bis zur Grube Herzog August und Johann Friedrich kostete zwischen 140.000 und 150.000 Reichstaler.